# Mircea cel Bătrân (okręg Jałomica)
Mircea cel Bătrân – wieś w Rumunii, w okręgu Jałomica, w gminie Reviga. W 2011 roku liczyła 192 mieszkańców.